# James Ax
James Burton Ax (10 gennaio 1937 – 11 giugno 2006) è stato un matematico statunitense, conosciuto per aver dimostrato molti risultati di algebra e di teoria dei numeri usando la teoria dei modelli. Nel 1967 ha ricevuto il premio Cole, insieme a Simon B. Kochen, per una serie di tre articoli riguardanti le equazioni diofantee.